# Neobisium vasconicum vasconicum
Neobisium vasconicum vasconicum es una subespecie de arácnido del orden Pseudoscorpionida de la familia Neobisiidae.

## Distribución geográfica
Se encuentra en España.